# Замок Витовта (Гродно)
Замок Витовта — готический замок с каменно-кирпичными стенами и пятью башнями, возведенный в Гродно Витовтом в 1398 — ? вместо прежнего сгоревшего замка.

## История
В 1445 году великий князь литовский Казимир Ягеллончик принял здесь польских послов, которые предлагали ему польскую корону, а в 1492 году скончался в замке. Был перестроен в Старый замок, резиденцию Стефана Батория, в 1570-х — конце 1580-х годов.
Остатки стен были раскопаны, частично реставрированы в конце 1980-х — нач. 1990-х, сейчас находятся на консервации.